# 1243 en santé et médecine
| Années de la santé et de la médecine : 1240 - 1241 - 1242 - 1243 - 1244 - 1245 - 1246    |
| Décennies de la santé et de la médecine : 1210 - 1220 - 1230 - 1240 - 1250 - 1260 - 1270 |

Cet article présente les faits marquants de l'année 1243 en santé et médecine.

## Événements

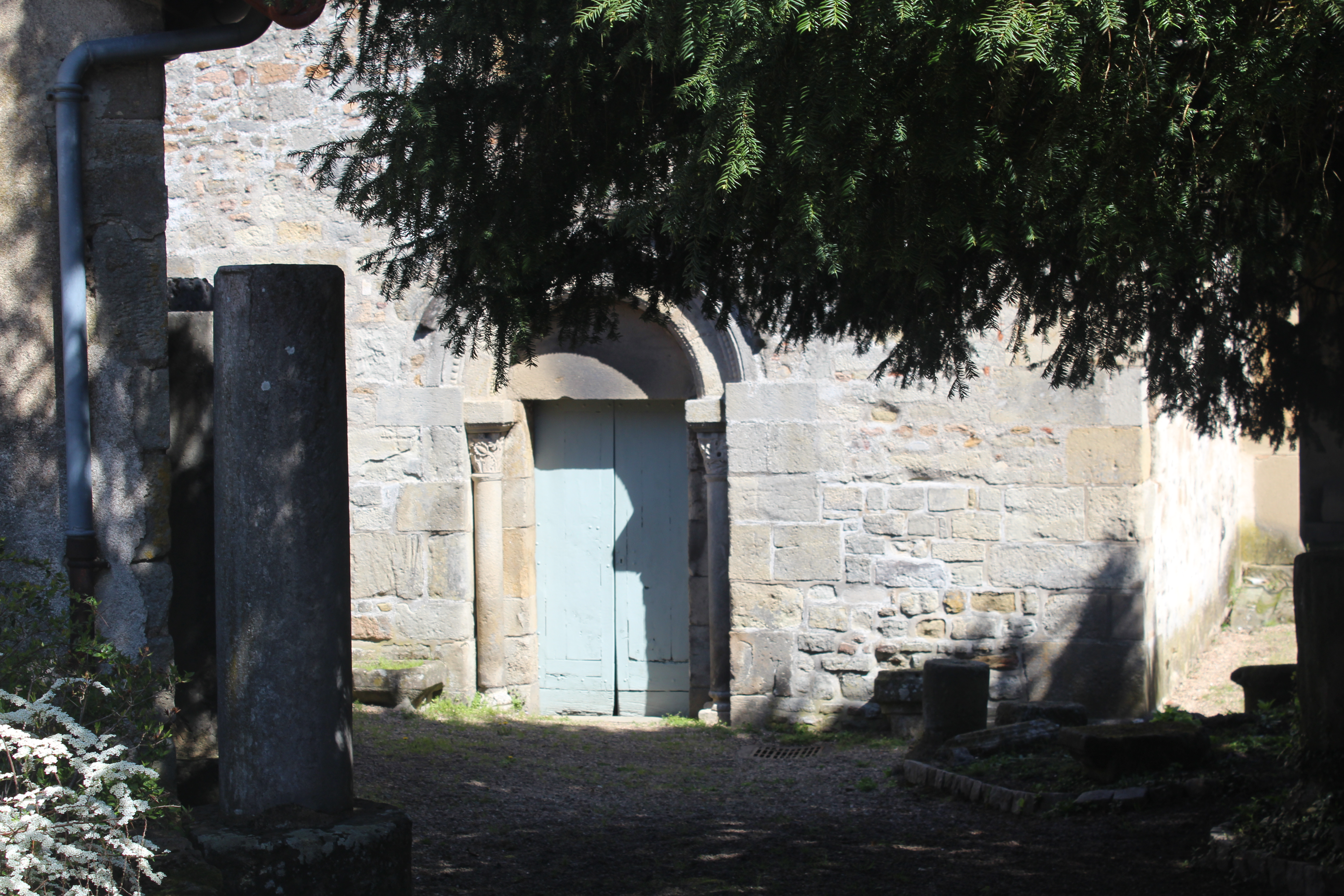
Autun
Chapelle de l'ancien hôpital Saint-Nicolas et Saint-Éloi

- En ordonnant que l'étude et la pratique de la médecine soient expressément interdites par les statuts des ordres religieux, le concile de Béziers renouvelle et renforce les prescriptions ordonnées à ceux du Latran (1139), de Reims (1148), de Montpellier (1162), de Tours (1163), de Paris (1212) et encore du Latran (1215[1]).
- À Paris, un chapitre des dominicains inclut dans les statuts de leur ordre l'interdiction d'étudier et d'exercer la médecine, telle que vient de la prononcer le concile de Béziers[1],[2].
- Deux hôpitaux sont attestés à Autun en Bourgogne : l'un, l'hôpital Saint-Nicolas et Saint-Éloi, est connu sous le nom de Domus Dei de foro Eduensi (« maison-Dieu de la place d'Autun ») ; et l'autre, l'hôpital du Saint-Esprit, dit du Châtel d'Autun, est mentionné comme Domus Dei de castro Eduensi dans le testament de Gauthier de Saint-Symphorien[3].
- Une léproserie est attestée à Bourg-Achard, en Normandie[4].
- Le roi Louis IX fonde un hôpital à Castelsarrasin, dans le Quercy[5].
- Première mention à Tamworth, dans le Staffordshire en Angleterre, de l'hôpital St. James, qui perdurera jusqu'à la Dissolution[6].
- Le médecin Élie de Londres (en) est nommé presbyter Judaeorum d'Angleterre[7].
- Le médecin copte Al-Hakîm al-Qibtîest est élu patriarche melkite d'Alexandrie sous le nom de Grégoire Ier[8].

## Publication
- 1243-1257 : diffusion à Rome d'un « régime de santé » attribué à Roger Bacon, le De retardatione accidentium senectutis (« Des moyens de retarder la vieillesse[9] »).

## Personnalités
- Fl. Gilles, médecin, au service de Sybille de Hainaut, dame de Beaujeu, et de son fils Humbert[7].
- Avant 1243 : fl. Garin, médecin de Mulceio (probablement Mieuxcé), cité dans une charte du prieuré Saint-Hippolyte de Vivoin, dans le Maine[7].
- Vers 1242-1243 : fl. Guillaume Bernardi Dairos, médecin cathare ; il visite des malades à Puylaurens en Albigeois[7].